# Erregungsleitungsstörung
Eine Erregungsleitungsstörung, auch Überleitungsstörung und Herzblock (kurz auch Block) genannt, ist eine Störung der Erregungsübertragung vom Reizbildungszentrum zu den tiefer gelegenen Herzabschnitten und somit eine Verzögerung oder Unterbrechung der elektrischen Erregung der Herzmuskulatur. Der häufig alternativ verwendete Begriff Reizleitungsstörung ist ungenau, da ein Reiz nicht weitergeleitet werden kann, lediglich die durch ihn verursachte Erregung.
Auf Vorhofebene gibt es Leitungsstörungen zwischen dem körpereigenen Taktgeber (Sinusknoten) und der Vorhofmuskulatur. Diese Störung wird als sinuatrialer Block (SA-Block) bezeichnet. Je nachdem, ob die Störung der Erregungsleitung vom Sinusknoten zur Vorhofmuskulatur oder im Vorhof stattfindet, spricht man von sinuauriculärer oder intraauriculärer (vgl. dazu Sinusknoten#Nomenklatur) Störung der Erregungsausbreitung. Über die Vorhöfe breitet sich die Erregung anschließend diffus aus. Die Herzkammern sind dann wieder „elektrisch isoliert“ von den Vorkammern. Nur eine dünne Leitungsbahn verbindet die Vorhöfe mit den Kammern, der sogenannte AV-Knoten. Störungen in dieser Region werden als atrioventrikulärer Block (AV-Block) bezeichnet. Nach dem AV-Knoten wird die Erregung über zwei Leitungsbahnen (Tawara-Schenkel) auf die Muskulatur der linken bzw. rechten Herzkammer weitergeleitet. Ist einer dieser beiden Schenkel unterbrochen, so spricht man vom Schenkelblock, der eine intraventrikuläre Reizleitungsstörung darstellt. Sind beide Schenkel unterbrochen, so entspricht das dem Bild eines totalen AV-Blocks (totaler Herzblock).
Die Störungen der Erregungsleitung sind zu unterscheiden von Reizbildungsstörungen (Störungen der Erregungsbildung), wozu die nomotopen (vom Sinusknoten ausgehenden) Reizbildungsstörungen Sinustachykardie, Sinusbradykardie und Sinusarrhythmie sowie heterotope (an atypischer Stelle entstehende) Reizbildungsstörungen wie Ersatzrhythmen (zum Beispiel Kammerersatzrhythmus), Extrasystolen, paroxysmale Vorhof- und Kammertachykardien, Vorhofflattern und -flimmern sowie Kammerflattern und Kammerflimmern gehören, bei denen die Schlagfolge des Herzens nicht mehr durch eine regelrechte Reizbildung im Sinusknoten erfolgt.